# Dracunculus (zoologia)
Dracunculus è un genere di nematodi parassiti della famiglia delle Dracunculidae. Gli esseri umani sono gli ospiti di alcune specie.